# Réseau Shelburn

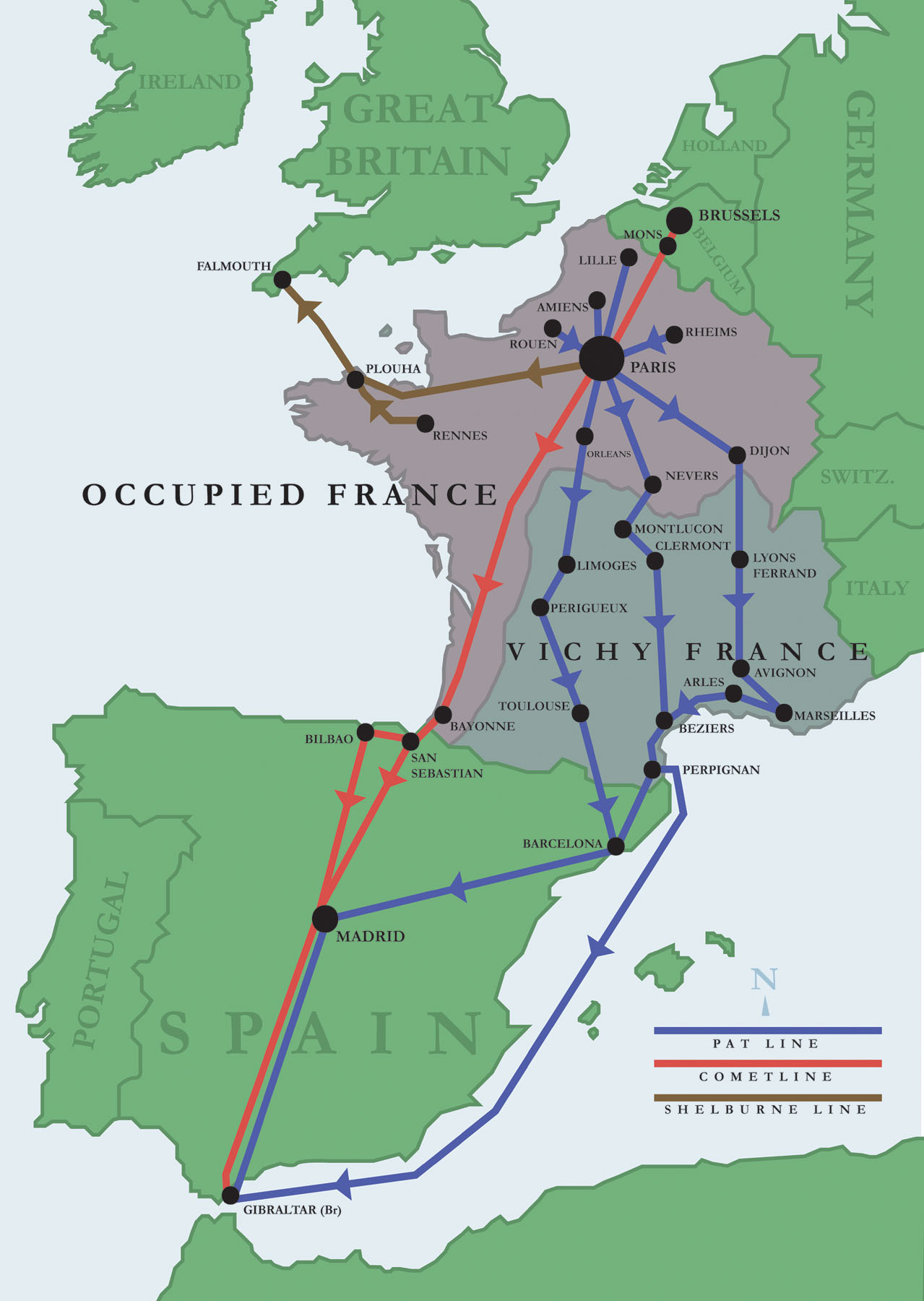
Carte du réseau Shelburn en brun. En rouge, le réseau Comète et en bleu le réseau Pat O'Leary sont également indiqués.

Le réseau Shelburn est une branche du MI9, service secret britannique, qui avait pour mission le rapatriement en Angleterre des parachutistes et aviateurs alliés dont l'avion avait été abattu dans le ciel de France. Le réseau couvrait principalement l’ouest de la France ; il est créé par l'agent administratif de police Paul Campinchi.

## Historique
Paul François Campinchi est né en 1903 à Saint-Georges-sur-Cher, dans le Loir-et-Cher. Il est auxiliaire de bureau à la Préfecture de Police de Paris (PP). Au début de 1942, il recueille dans son petit logement de la rue des Ursins le radio d’un avion anglais abattu et réussit à le faire partir trois mois plus tard vers la Grande-Bretagne via Roscoff.
Début 1943, deux émissaires du War Office sont parachutés près de Paris pour prendre contact avec lui et mettre en place avec lui une filière de rapatriement des aviateurs tombés en France. Paul Campinchi noue des contacts utiles avec le réseau Mithridate, avec lequel il établit au laboratoire de physique de la Faculté de Médecine de Paris un laboratoire de photographie de documents et il crée à Grenoble une section de ce réseau.
Dès mai 1943, plusieurs aviateurs sont transférés dans la région de Saint-Brieuc en vue d’un rapatriement, que l’Amirauté britannique reporte à l’automne. Les aviateurs doivent alors être ramenés vers Paris, puis redirigés vers l’Espagne. Au cours de cette opération, un émissaire britannique est arrêté : la perte du code conduit à la rupture des liaisons avec l’Angleterre, même si les rapatriements se poursuivent. Les fonds s’épuisant, Paul Campinchi renvoie en août 1943 le second émissaire britannique dans son pays, pour y informer de la situation. Quelques jours plus tard, en son absence, son logement et son bureau de la Préfecture de police sont perquisitionnés par les Allemands. Il doit alors entrer dans la clandestinité. Il noue des contacts à Douarnenez pour reconstituer une ligne d’évasions, quand son émissaire revient de Londres et permet la reconstruction d’une filière qui amène des vedettes rapides de l’Amirauté à récupérer les fugitifs près de Saint-Brieuc, dans l’anse Cochat (nom de code  « plage Bonaparte »). Ces missions, baptisées « Shelburne », sont organisées par le MI9 du War Office, dont la section IS9d est chargée de la coordination des filières d’évasion de l'Europe occupée : l’homme de la PP est « un de leurs meilleurs agents dans la région parisienne ». Campinchi finit par retrouver le premier émissaire, Val Williams, arrêté par les Allemands, qui, évadé et blessé, a abouti à Bain-de-Bretagne. Il est embarqué dans le train Saint-Brieuc-Paris, et se trouve cueilli en gare de Versailles par deux gendarmes qui lui passent les menottes. Le trio passe sans peine les contrôles allemands en gare Montparnasse. Les complices de Paul Campinchi avaient réussi leur exfiltration. Williams sera ultérieurement rapatrié en Grande-Bretagne.
Le réseau Shelburn ou François dont Campinchi est le créateur compte 869 agents en mars 1943. L’historique de la structure montre son implication forte dans les évasions d’aviateurs : une quarantaine passe par l’Espagne en 1943, puis par bateau de pêche grâce au « plan Bonaparte » (à partir de la plage Bonaparte à Plouha) Au total, plus de 150 hommes sont ainsi exfiltrés, par plusieurs équipes méthodiquement mises en place.
Un groupe de dépisteurs est implanté dans le Nord-Pas-de-Calais et l’Oise. Un groupe de convoyeurs existe à Saint-Brieuc et à Guingamp. Le Plan Bonaparte concerne les Côtes-du-Nord, et révèle le sens de l’organisation de Paul Campinchi, avec un chef de plage et une vingtaine de logeurs, convoyeurs et gardes, et des connexions fortes avec la Marine britannique. Les départs se font par des sardiniers de Douarnenez et Roscoff. D’autres plans avec la même organisation ne seront pas mis en œuvre, tels « Austerlitz » (Finistère) ou « Achille » (Alpes-Maritimes).
Le réseau dépend directement de l’État-Major britannique. Très structuré, Shelburn comprend outre des équipes de dépistages, sécurité/criblage, d’autres pour les convois, l’hébergement, les faux documents, le laboratoire (entretien des appareils, photos, soins…). Il sera bénéficiaire de deux parachutages (en Seine-et-Oise et à Trucy (Aisne). Il aura 30 tués et 46 déportés. Paul Campinchi est assisté à la tête du réseau par son complice de la PP, le docteur Porc’her, qui prend en charge l’imprimerie du réseau. Mme Campinchi est la secrétaire du dispositif.
Paul Campinchi meurt à Paris en février 2003 : il était homologué lieutenant-colonel, officier de la Légion d'honneur, et détenteur de la Croix de guerre et de la Médaille de la Résistance avec rosette, ainsi que de décorations étrangères : Officier de l’Empire britannique, Officier de l’Ordre de Léopold, Croix de guerre du Luxembourg (1939-1945), Liberty Medal américaine...
L’histoire de Shelburn croise celle de l’Honneur de la Police : en 1943, un aviateur est hébergé chez l’inspecteur Boudier à Charentonneau : c’est l’organisation de Paul Campinchi qui le rapatriera. C’est cet officier britannique qui, nanti du « Manifeste d'un gardien de la paix » par les bons offices du commissaire Edmond Dubent, le chef de l'Honneur de la Police, le ramène en Grande-Bretagne et permettra sa lecture sur les ondes de la BBC. Le chef de Shelburn croise aussi souvent le brigadier de police « Pied-Noir », qui amène au réseau plusieurs aviateurs qu’il a récupérés. Paul Campinchi raconte qu’il a lui-même croisé le policier conduisant un parachutiste sur son tandem… Il précise aussi le rôle joué par la filière mise en place par le gardien de la paix parisien Bebengut. Paul Campinchi s’attache enfin dans son rapport détaillé au rôle positif du controversé ferrailleur Joseph Joinovici, intervenu pour faire libérer Mme Campinchi. 
Le docteur Yves Jean Porc’her (Capitaine Brécourt) est né en 1897 à Rouen. En 1940, il est inspecteur-adjoint des asiles d’aliénés à la Préfecture de Police. Dès 1940, il travaille pour Libé-Nord comme responsable de la documentation et de la propagande : il collabore au journal Libération où il rédige la chronique militaire sous la signature de « Capitaine Brécourt » et il est le corédacteur avec Jean Texcier des « Conseils à l’occupé ». Il est aussi chargé de la diffusion du journal Les Petites Ailes. Le docteur Porc’her est par ailleurs membre du réseau d’évasions « François » rattaché à Shelburn. Début 1943, Porc’her est dépositaire des archives de Libé-Nord ; son domicile est le centre de création du journal. Il devient clandestin en mars 1943. En novembre, il prend la direction de la section imprimerie du journal. Arrêté le 7 février 1944 à 5 heures par les Allemands, il est torturé et enfermé à Fresnes. Il y simule durant six mois l’aphasie et l’affaiblissement cérébral. Libéré le 18 août 1944, il termine la guerre capitaine, décoré de la Médaille de la Résistance et invalide à 100 %. Il prend sa retraite en septembre 1952.
Les deux agents de l’Intelligence Service parachutés et cités ci-dessus sont les Canadiens Lucien Dumais (38 ans) et Raymond Labrosse (18 ans), agent chargé des liaisons radios : parce que les Alliés voulaient à tout prix récupérer leurs aviateurs. En 1984, Lucien Dumais, alias « Léon » expliqua à la télévision québécoise : « Il fallait deux ans et au moins 30 000 dollars pour former un pilote ». Ils livrent leur témoignage : Raymond Labrosse s'appelait Claude dans le réseau Shelburn. Son action avait comme base le réseau Oaktree de Saint-Quay-Portrieux. Dans ce réseau il s'appelait Paul. Le capitaine dit "Sans bras", qui était venu avec la première vedette anglaise pour récupérer les aviateurs à l'Anse Cochat, était hébergé à Saint-Quay-Portrieux chez Pauline Bringuet, pour une réunion préparatoire à l'opération. Raymond Labrosse (« Paul ou Claude ») avait son PC à Kersaliou, dans la commune de Pludual, chez Monsieur Gouarin (Ancien Maire de Pludual). Après leurs contacts à Paris, ils contribuèrent en Bretagne à la filière d’évasion de pilotes alliés en contact avec les réseaux Front national et Libération-Nord. Les aviateurs abattus par la DCA allemande, un peu partout en France ou en Belgique, étaient d’abord acheminés vers Paris. Puis transférés par train à Saint-Brieuc. Par le « petit train » des Côtes-du-Nord, ils gagnaient la région de Plouha, où ils étaient cachés. Puis, lorsque le message : « Bonjour à tous à la maison d’Alphonse » était diffusé par Radio-Londres, les aviateurs étaient amenés, la nuit suivante, au domicile de Jean et Marie Gicquel, la fameuse « Maison d’Alphonse ». Le réseau évacuait par mer agents et pilotes alliés depuis une plage bretonne de l'Anse Cochat dont le nom de code est « Plage Bonaparte », à Plouha. Il utilisait les vedettes rapides MGB (Motor Gun Boat) de la Royal Navy, appelées encore Spitfire of the seas, guidées par David Birkin, le père de Jane Birkin. Huit opérations furent menées avec succès du 28 janvier 1944 au 9 août 1944, permettant de rapatrier 142 pilotes en Grande-Bretagne. La Résistante Madeleine Michelis était membre de ce réseau. Autre femme de ce réseau: Andrée-Louise Mathey-Doret (Franche Comté, Besançon, évasion des aviateurs alliés par la Suisse; source : dossier GR16P403033, service historique de Vincennes et dossier de Déportée FFC no 583682 archives de Caen)[réf. nécessaire].
Bertranne d'Hespel (née de la Bourdonnaye, 1919-2002) a caché de nombreux  aviateurs alliés à Paris au 7 rue Maspéro de quelques jours à plusieurs semaines. Bertranne d'Hespel est la fille d'Élisabeth de La Bourdonnaye, grande Résistante (réseau du musée de l'Homme) compagne du pédiatre Robert Debré et connue sous le nom de Dexia par les historiens[réf. nécessaire].

## Mémoire
Robert Houston Sweatt, mitrailleur, était à bord du bombardier Trouble qui s'écrasa le 7 janvier 1944 à Bouville ; grièvement blessé, il fut le seul survivant des dix aviateurs à bord. Il fut exfiltré via la plage Bonaparte dans la nuit du 23 au 24 mars 1944. Reconnaissant, il est resté toute sa vie en contact avec Plouha. Il est décédé le 7 janvier 2021.Il livre son journal de guerre en exclusivité dans le livre L'incroyable histoire du réseau Shelburn de Claude Bénech ( Coop Breizh).
Il raconte son hébergement et son exfiltration à la plage Bonaparte[réf. nécessaire].
Un film, Le réseau Shelburn, est sorti en 2019[réf. nécessaire].
Une stèle commémorative a été implantée sur les lieux: la plage Bonaparte et l'emplacement de la maison sont visitables,.